# Elvis Rakotoarisoa
Elvis Edouard Rakotoarisoa (ur. 1978) – madagaskarski zapaśnik walczący w stylu wolnym. Zajął ósme miejsce na mistrzostwach Afryki w 2011. Złoty medalista igrzysk Wysp Oceanu Indyjskiego w 2007 i 2023 roku. 